# Плоткин, Вульф Яковлевич
Вульф Яковлевич Плоткин (2 апреля 1927, Рогачёв, Белорусская ССР — 29 июля 2013, Беэр-Шева, Израиль) — советский филолог-германист, основатель молдавской школы германской филологии. Доктор филологических наук (1969), профессор (1971).

## Биография
Эвакуировался из Рогачёва 28 июня 1941 года. В 1953 году окончил Ленинградский педагогический институт иностранных языков (1-й ЛГПИИЯ). В 1953—1961 годах преподавал в Петрозаводском педагогическом институте. В 1961—1970 годах — заведующий кафедрой английского языка в Новосибирском педагогическом институте. Диссертацию кандидата филологических наук по теме «О связи вводных элементов с предложением и его частями (На материале английского языка)» защитил в 1959 году, доктора филологических наук по теме «Система фонем и система фонематических оппозиций в диахронической фонологии английского языка» — в 1968 году.
В 1970 году возглавил аспирантуру по английскому языку, в 1971—1983 годах — профессор кафедры английской филологии факультета иностранных языков Кишинёвского государственного университета. С 1989 года жил в Израиле, работал переводчиком.
Автор ряда научных трудов по фонологии германских языков.

## Монографии
- Динамика английской фонологической системы. Новосибирск: Западно-Сибирское книжное издательство, 1967.
- Грамматические системы в английском языке. Кишинёв: Штиинца, 1975.
- Очерк диахронической фонологии английского языка. М.: Высшая школа, 1976.
- Эволюция фонологических систем: На материале германских языков. М.: Наука, 1982.
- Строй английского языка. М.: Высшая школа, 1989.
- Фонологические кванты. Новосибирск: Наука, 1993.
- Как устроен английский язык. Новосибирск: Сибирский независимый университет, 1998 и 2004.
- Историческая грамматика нидерландского языка (с соавторами). Книга 1 — Фонология. Морфология. Книга 2 — Синтаксис. М.: Эдиториал УРСС, 2000.
- The Language System of English. Brown Walker Press, 2006.
- The Evolution of Germanic Phonological Systems: Proto-German, Gothic, West Germanic, and Scandinavian. Edwin Mellen Press, 2008.

## Сборники под редакцией В. Я. Плоткина
- Германские языки. Новосибирск: Западно-Сибирское книжное издательство, 1967. — 276 с.
- Германские и романские языки. Новосибирск: Западно-Сибирское книжное издательство, 1968. — 130 с.
- Исследования по германской филологии. Кишинёв: Штиинца, 1975. — 106 с.
- Лексикологические и грамматические исследования: Романо-германская и классическая филология. Кишинёв: Штиинца, 1978. — 158 с.
- Структурно-функциональные лингвистические исследования: Романо-германская и классическая филология. Кишинёв: Штиинца, 1979. — 169 с.